# Draba polytricha
Draba polytricha är en korsblommig växtart som beskrevs av Carl Friedrich von Ledebour. Draba polytricha ingår i släktet drabor, och familjen korsblommiga växter. Inga underarter finns listade i Catalogue of Life.

## Bildgalleri

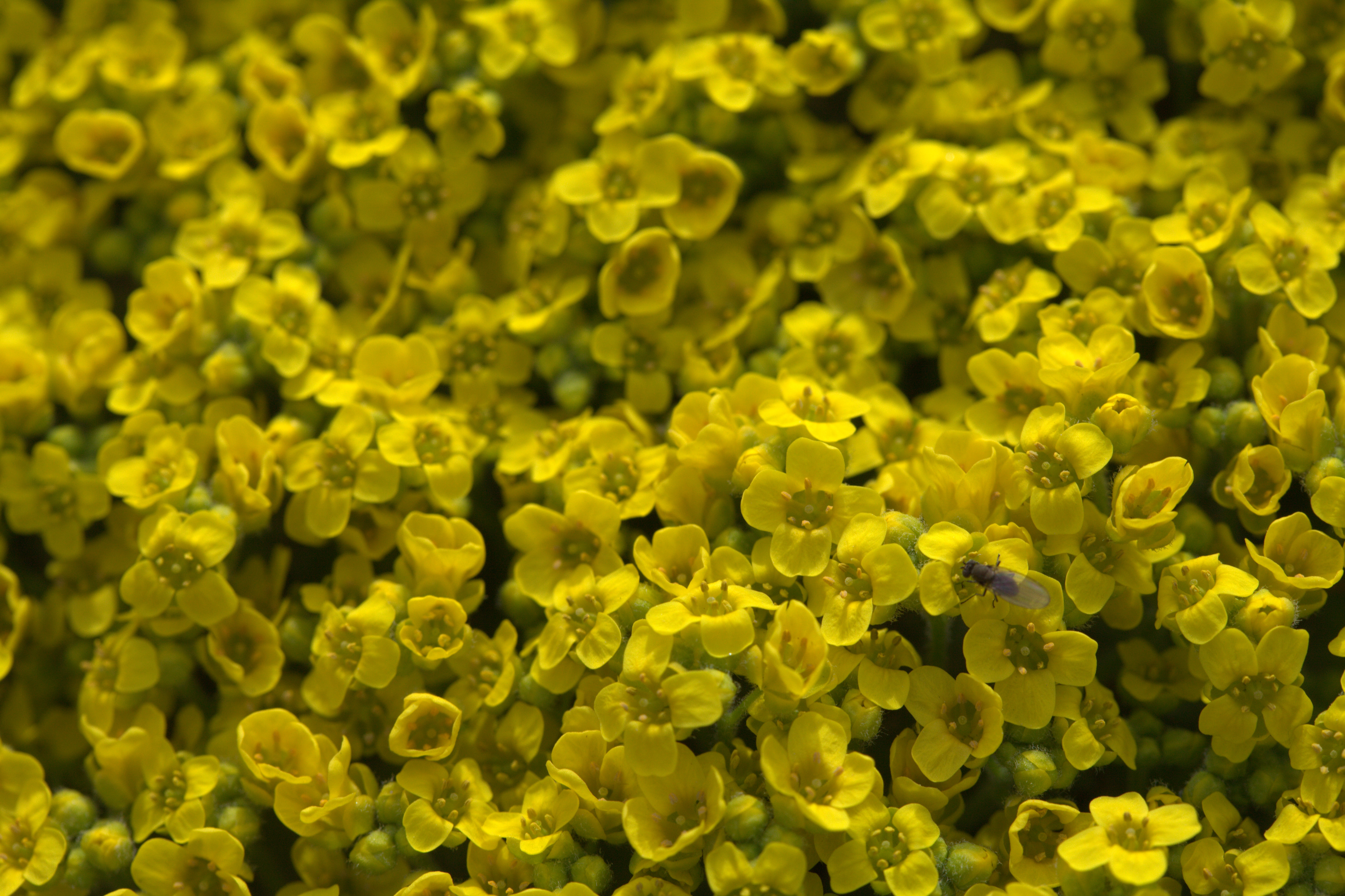